# Cshondoista Cshongu Párt
A Cshondoista Cshongu Párt vagy a Rákosi-korszakban ismert nevén Ifjúbarátok Pártja (hangul: 천도교청우당, Cshondogjo Cshongudang (Cheondogyo Cheongudang), handzsa: 天道敎靑友黨, RR: Chondoist Chongu Party, ’a mennyei út fiatal barátainak pártja’) észak-koreai politikai párt. 1946. február 8-án alapították meg cshondoista hívek, túlnyomórészben földművesek.
Az észak-koreai kormány hivatalos álláspontja szerint a párt azért jött létre, hogy szembeszálljon az imperialista agresszióval, segítse a nemzeti függetlenség megszilárdítását, gazdag és erős demokratikus országot építsen, megvédje az országot, és az emberek számára segélyeket biztosítson. Emellett a nyugatiak és a japánok kiűzését is kitűzték célul. 2016-ig Rju Mijong (Ryu Mi Young) dél-koreai menekült volt a párt elnöke.
A Koreai Szociáldemokrata Párttal egyetemben tagja a Demokratikus Front a Szülőföld Egyesítéséért nevű koalíciónak, amely az észak-koreai pártokat fogja össze.